# 岩永省一

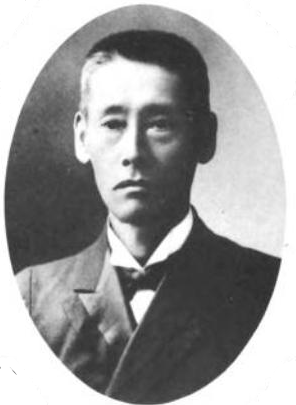
岩永省一

岩永 省一（いわなが しょういち、1852年6月5日（嘉永5年4月18日） - 1913年（大正2年）3月12日）は、明治期の海事実業家。勲四等。ボンペイ航路を拓いて航海自主権回復に功があった。養子に甥（姉の子）でニュース配信の通信自主権回復に功のあった岩永裕吉。

## 経歴
肥前国大村藩士・後藤多仲の次男として生まれ、同藩の岩永勝馬の養子となる。
14歳で鹿児島の開成所に入り、荘田平五郎、高木兼寛と同窓になる。更に東上して慶應義塾に入り、明治3年、大村藩の留学生として英国に渡り、明治5年に文部省留学生として米国に渡る。渡英には菊池大麓らと、渡米には長与専斎（姉の夫）らと一緒であった。明治9年に帰国。岩崎弥之助の推薦で三菱商会に入り、上海支店、神戸支店を経て高知支店の支配人となり、1885年（明治18年）郵便汽船三菱会社と共同運輸会社とが合併した日本郵船に移り専務取締役。明治44年に病気のため退職。墓所は多磨霊園。